# 吐鲁番花条蛇
吐鲁番花条蛇（學名：Psammophis turpanensis）是花條蛇科花条蛇属的一种，其种加词“turpanensis”意为“新疆吐鲁番的”。于2020年9月在中华人民共和国新疆维吾尔自治区艾丁湖畔被发现，并于2021年5月發表为新物种。本種為迄今新疆唯一特有種的蛇类，也是首个由中国学者命名的花条蛇属物种。

## 发现
在对花条蛇谱系地理研究中，中国科学院成都生物研究所的研究团队对从吐鲁番盆地采集到的2件花條蛇屬不完整的蛇皮和1个蛇蜕产生了兴趣（3号样品并未聚成单系，其中2号蛇皮和其他花条蛇的遗传距离达到了花条蛇属的种间分化水平），因此在2020年7月3日，成都生物研究所研究人员开启了野外考察工作，同年9月，研究人员在艾丁湖畔及周边区域采集到了若干蛇标本，與過去在新疆其他地區採集的蛇類標本一起進行DNA分子與形态学分析，确定了吐鲁番盆地有兩件蛇皮（採於克逊县夏镇东部地区）、兩件蛇蛻與一件疑似被車輛壓死的蛇標本（採於艾丁湖）為新物种，即吐鲁番花条蛇，在演化樹上為同屬物種花條蛇的姐妹群，於2021年5月被正式發表為新種，以疑被車輛壓死的標本為正模標本。花條蛇屬目前包含35個物種，大多分布於非洲，僅有花條蛇與吐鲁番花条蛇分布於中國，分子鐘分析顯示兩物種約於距今588萬年前分家，可能是中新世晚期至上新世早期天山山脈形成時，吐魯番盆地中的花條蛇因地理阻隔而發生異域種化。

## 命名
被发现有吐鲁番花条蛇分布的艾丁湖位于吐鲁番盆地（Turpan Depression），吐鲁番花条蛇学名turpanesis得名于此。吐鲁番花条蛇英文名为Turpan Sand Snake。

## 分布及栖息地
吐鲁番花条蛇已知的栖息地包括中国新疆吐鲁番盆地艾丁湖附近和吐鲁番市克逊县夏镇东部地区。因为艾丁湖是是仅次于死海的世界第二低洼地，湖底海拔-154.31米。吐鲁番花条蛇也成为了在被发现时，已知的世界陆生脊椎动物模式产地海拔最低的物种。吐鲁番花条蛇模式产地，也就是艾丁湖栖息地主要为盐碱化或半盐碱化土壤。芦苇、红荆、盐节木等耐盐、耐旱植物生长在艾丁湖吐鲁番花条蛇的栖息地内。而在夏镇发现的吐鲁番花条蛇栖息地土壤类型和艾丁湖栖息地相类似，此栖息地主要有花花柴和骆驼刺等植物。此地还生活着吐鲁番沙虎（Teratoscincus roborowskii）和吐鲁番麻蜥（Eremias roborowskii）等其他物种。

## 特征
吐鲁番花条蛇拥有细长的身体，且较为扁平，头部呈现三角形。总长1米左右。其眼睛较大，并拥有圆形瞳孔，鼻鳞分开，2枚鼻鳞间是鼻孔，鼻孔则呈现“>”的形状；背側有5条纵纹，其中中间的三条从顶鳞一直延续到尾巴末端，较外侧的2条则是从鼻孔延续到尾巴的末端。另外本種拥有共有9枚上唇鳞，其中中间三枚插入眶下鳞，第2枚上唇鳞与前鼻鳞相接。吐鲁番花条蛇拥有17行背鳞，包括1枚前腹鳞在内的209枚腹鱗，以及成对的尾下鳞，其肛鳞分开。
吐鲁番花条蛇與花条蛇外觀相似，但腹鱗數量較後者稍多，且相較於本種背側有5條縱紋（中間3條、外側2條），後者只有4條（中間2條、外側2條），另外兩者的頭部形狀也有些差異。

## 习性
花条蛇属的蛇行动敏捷，在民间有“子弹蛇”的绰号。在受到惊扰时，花条蛇的冲刺速度可达到30多公里每小时。吐鲁番花条蛇同样也十分机敏，在轻微扰动的情况下就可以迅速逃离，快速移动的时候身体几乎可以离开地面。吐鲁番花条蛇的食物主要为麻蜥、沙蜥等，在捕食猎物时会先咬住猎物并用毒牙将毒液注入猎物体内，麻醉猎物。

## 保护
本种于2023年被收录入《有重要生态、科学、社会价值的陆生野生动物名录》。